# Omar Paitta
Antonio Omar Paitta Cardozo (né à Mercedes, le 20 août 1942 - disparu le 21 septembre 1981) était un ouvrier uruguayen de la construction, militant du Syndicat national unique de la construction et annexes (Sindicato Único Nacional de la Construcción y Anexos, SUNCA) et du Parti communiste d'Uruguay. Il a été arrêté et a disparu sous la dictature civique-militaire de l'Uruguay (1973-1985). Il fait partie des victimes de la « guerre sale » menée alors par le gouvernement dictatorial.

## Biographie
Omar Paitta  était un militant ouvrier, d'abord syndicaliste, mais aussi militant politique communiste. Paitta a d'abord milité à l'Union des Jeunesses Communistes (Unión de Juventudes Comunistas, UJC) avant de rejoindre le Parti Communiste. Au Parti, il occupait le poste de secrétaire du bureau régional n°5 de l'UJC pour le département de Canelones.
Le 21 septembre 1981, au matin, il fait l'objet d'un enlèvement, il est alors détenu en tant qu'otage politique par la junte militaire au pouvoir. Selon des attestations, sa voix a été reconnue au centre clandestin de détention et de torture (CCDT) de la Tablada par un autre syndicaliste métallurgiste, qui en a témoigné lors d'une déclaration devant Amnesty International, dans cette déclaration il raconte comment il a été torturé jusqu'à perdre conscience, il raconte aussi comment ont été menés les interrogatoires et les confrontations.
Récemment, la Commission pour la Paix a conclu que la mort de Paitta avait été causée par les tortures subies dans le centre de détention de La Tablada le 1er octobre 1981 ; il existe une version de sources militaires selon laquelle, comme d'autres détenus, son corps a été enterré dans les locaux du 14e bataillon d'infanterie de Toledo, puis exhumé, il a été incinéré et jeté dans le Río de la Plata.

## Disparition
Omar Paitta a été pris en otage le 21 septembre 1981 par l'Organe coordinateur des opérations anti-subversives (Órgano Coordinador de Operaciones Antisubversivas, OCOA) et jusqu'à aujourd'hui, sa dépouille demeure introuvable. La dénonciation de la disparition de Paitta a été portée sous la dictature par la presse clandestine, dans les lettres 103,104 et 105 et par le journal clandestin de la Jeunesse Communiste, "LiberArce". 
Au cours de l'année 1983, la dénonciation de sa disparition est toujours exprimée de vive voix par la presse clandestine mentionnée et à l'étranger, mais pas seulement, aussi dans certains hebdomadaires uruguayens de l'époque parmi lesquels se distinguent Aquí et Jaque.
Devant les réclamations de l'ONU et de la Commission inter-américaine des droits de l'homme au sujet de la disparition de Paitta, le 14 septembre 1983 et le 30 avril 1984, par l'intermédiaire de représentants membres du ministère des relations extérieures, la dictature a répondu qu'en Uruguay « il n'existe pas de personnes disparues » et qu'« elles ne sont pas enregistrées comme détenues ou poursuivies ».
En mai 1985, avec le retour de la démocratie en Uruguay, la femme d'Omar, Graciela Fernández, a porté plainte pour sa disparition devant le tribunal pénal. Après des mois d'enquête durant lesquels comparaissent divers témoins qui font leurs déclarations respectives, le 10 septembre, le juge militaire, le colonel Alfredo Ramírez, entame un processus pour soutenir la contestation en incompétence du tribunal.
Plus récemment, les rapports de la Commission pour la paix du 10 avril 2003 et le rapport des Forces armées uruguayennes remis le 8 août 2005 au président Tabaré Vázquez reconnaissent qu'Antonio Omar Paitta Cardozo a effectivement été  détenu à partir du 21 septembre 1981, torturé dans le Centre clandestin de détention et de torture (CCDT) de « La Tablada », où ses bourreaux l'ont laissé mourir sans lui accorder aucun soin médical et qu'il a ensuite disparu.

## Hommages
À l'occasion du 72e'anniversaire de la naissance d'Omar Paitta, le mercredi 20 août 2014, un hommage lui est rendu à Las Piedras, à l'intersection de la rue du Paraguay et de la Route 48.
À cette occasion, par résolution du Conseil départemental, la rue du Paraguay a été rebaptisée « rue Omar Paitta », et une plaque commémorative a été apposée en honneur à sa lutte, il a également été fait une présentation du livre « Omar Paitta. Héros de la patrie » édité par le Syndicat Unique de la Construction et Annexes (SUNCA - PIT-CNT) destiné à une distribution gratuite à ses plus de 40 000 cotisants.
La cérémonie a commencé avec des discours, après que l'hymne national ait été entonné, parmi les  orateurs José Humberto Montes de Oca, membre de la Nouvelle centrale des travailleurs mexicains (Nueva Central de Trabajadores Mexicanos) ; Jorge Bermúdez, qui a parlé au nom du secrétariat de la PIT-CNT ; le maire de Canelones, Cadres Carámbula ; Gonzalo Alsina, un des auteurs du livre sur Paitta présenté lors de l'évènement ; Aimar Médine, petit-fils d'Omar Paitta, et le secrétaire général du SUNCA, Oscar Andrade.